# 文訥斯拉圖書館
文訥斯拉圖書館是挪威小鎮文訥斯拉的公共圖書館。

## 历史
於2011年開放，由設計上海世博挪威館的Helen & Hard建築事務所建造，其內部獨特的等距肋狀拱頂，令人印象深刻，亦因此榮獲2012年挪威優良建築狀。